# Алессандро Андраде де Олівейра
Алессандро Андраде де Олівейра (порт. Alessandro Andrade de Oliveira, нар. 27 травня 1973) — бразильський футболіст, що грав на позиції нападника.

## Клубна кар'єра
Алессандро Андраде розпочав свою футбольну кар'єру в клубі третього дивізіону «Новорізінтоно» з Нову-Орізонті в 1993 році. У 1995 році він став гравцем «Васко да Гами» з Ріо-де-Жанейро. У «Васко» дебютував 30 листопада 1995 року в матчі проти «Жувентуде» у бразильській Серії А. З 1996 по 1999 рік він був гравцем «Сантоса» і виграв Кубок КОНМЕБОЛ 1998. Також недовго Алессандро виступав у японському клубі «Джубіло Івата».
У сезоні 1999/00 Алессандро був гравцем «Порту». У Порту він виграв Кубок Португалії в 2000 році. Після повернення до Бразилії, Алессандро пограв у кількох клубах Серії А. З «Крузейро» виграв чемпіонат штату Мінас-Жерайс в 2002 році. Крім того виступав на близькому сході за «Аль-Кувейт» та «Аль-Аглі». 27 листопада 2005 року, виступаючи за «Фігейренсе», зіграв в останній раз у бразильській Серії А проти «Бразільєнсе». Усього в 1995—2005 роках у бразильському вищому дивізіоні зіграв у 114 іграх, в яких забив 22 голи.
Після цього він виступав у Туреччині за «Денізліспор» та «Кайсері Ерджієсспор». З «Кайсері» вийшов у фінал Кубка Туреччини 2007 року. Того ж року повернувся на батьківщину, де виступав за нижчолігові клуби і завершив кар'єру у 2012 році.

## Виступи за збірну
28 березня 1990 року зіграв свій єдиний матч у складі національної збірної Бразилії, вийшовши на заміну на 20 хвилин у другому таймі замість Жуніньйо Пернамбукано в товариській грі з Південною Кореєю (1:0).

## Досягнення
«Сантус»
- Переможець Турніру Ріо-Сан-Паулу (1): 1997
- Володар Кубка КОНМЕБОЛ (1): 1998

«Порту»
- Володар Кубка Португалії (1): 1999–00
- Володар Суперкубка Португалії з футболу (1): 1999

«Крузейро»
- Володар Кубка Сул-Мінас: 2002